# Kehl (stacja kolejowa)
Kehl – stacja kolejowa w Kehl, w kraju związkowym Badenia-Wirtembergia, w Niemczech. Znajdują się tu 2 perony.